# Kovašínské louky
Kovašínské louky je přírodní rezervace mezi obcemi Bratronice a Doubravice v okrese Strakonice. Chráněné území se rozkládá v nivě Brložského potoka, vklíněno mezi rybníky Nahošín (na západě) a Kovašín (na východě). Oblast spravuje Agentura ochrany přírody a krajiny ČR.
Důvodem ochrany je zachování současné biodiverzity a cílenou péčí vytvořit podmínky pro další pozitivní vývoj celého ekosystému. Ze vzácných druhů rostlin se na lokalitě vyskytuje např. hořec hořepník (Gentiana pneumonanthe), všivec bahenní (Pedicularis palustris), ostřice blešní (Carex pulicaris), ostřice Hartmanova (Carex hartmanii), ostřice stinná (Carex umbrosa), ostřice Davallova (Carex davalliana), hadí mord nízký (Scorzonera humilis), mochna bahenní (Potentilla palustris), tolije bahenní (Parnassia palustris), prstnatec májový (Dactylorhiza majalis) a další. Na lokalitě se vyskytuje také vzácný modrásek hořcový (Maculinea alcon alcon).

## Galerie

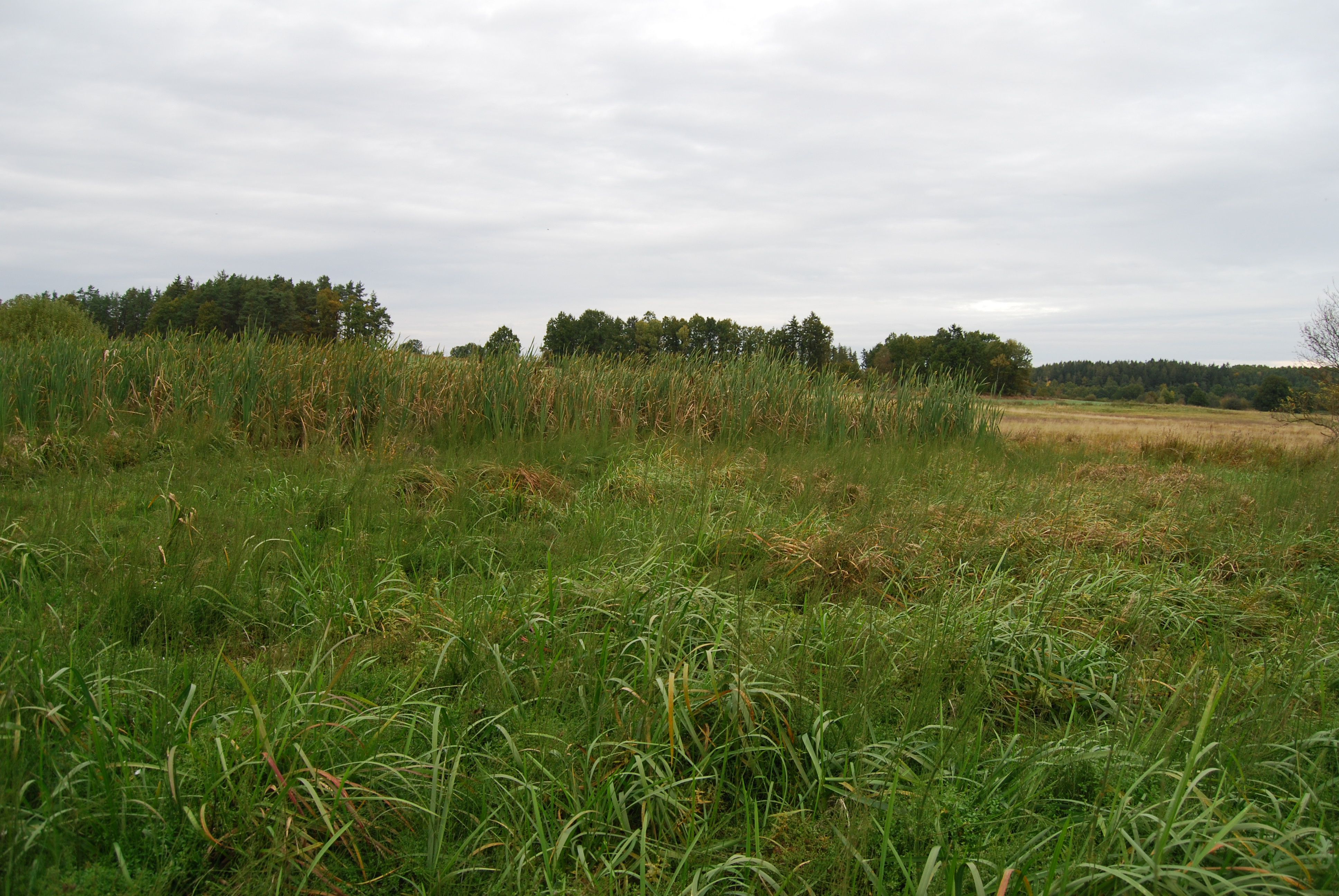
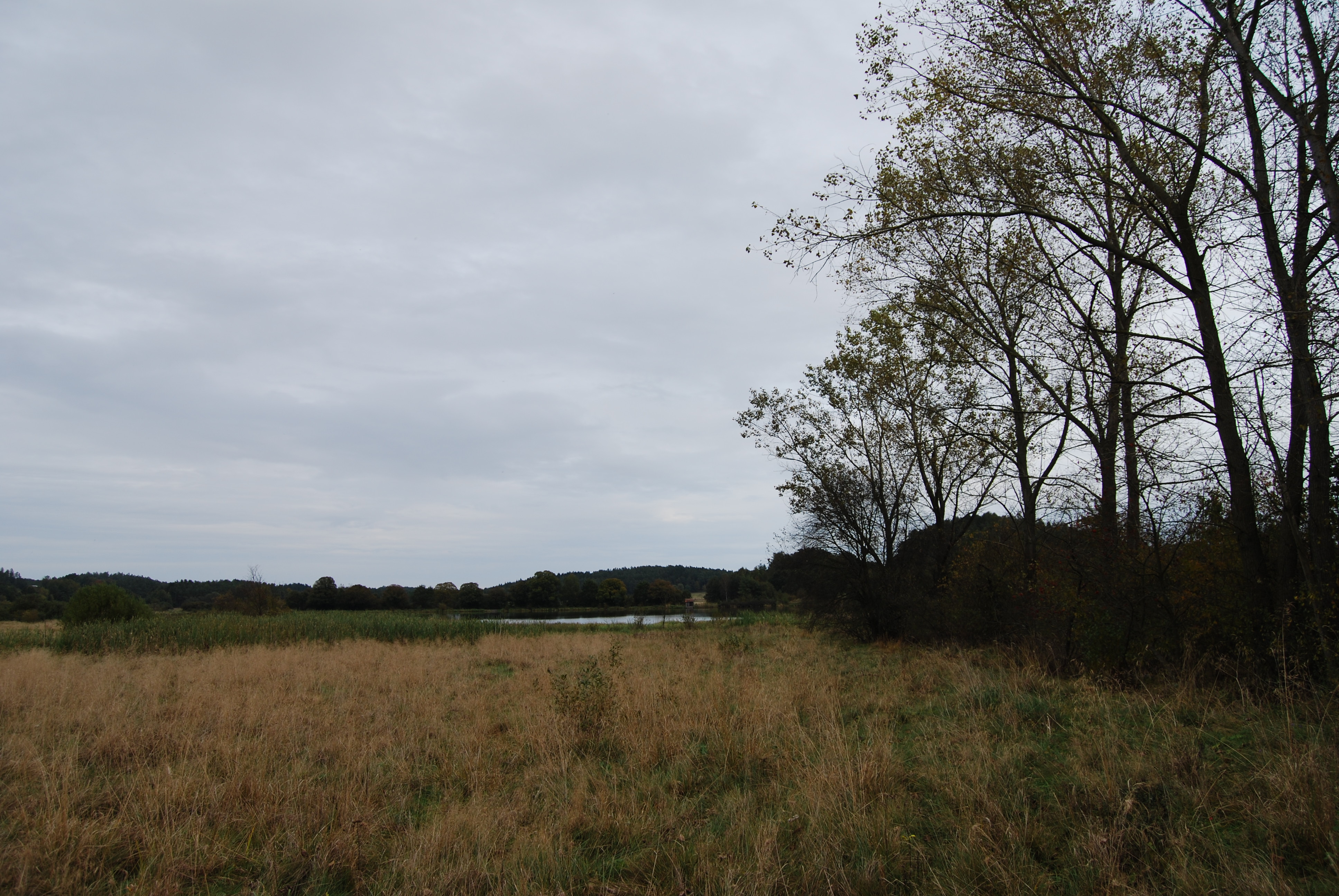
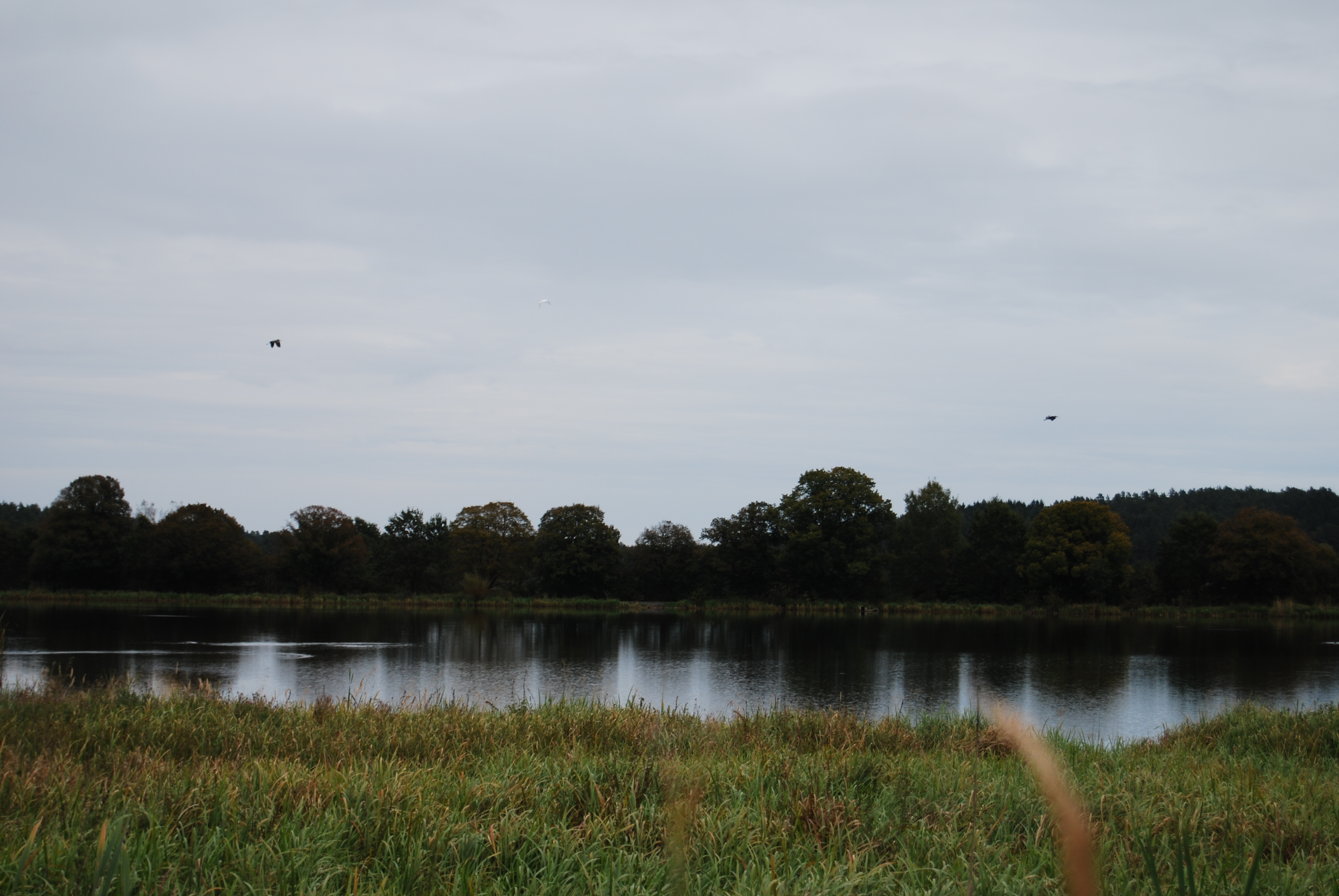
Rybník Kovašín
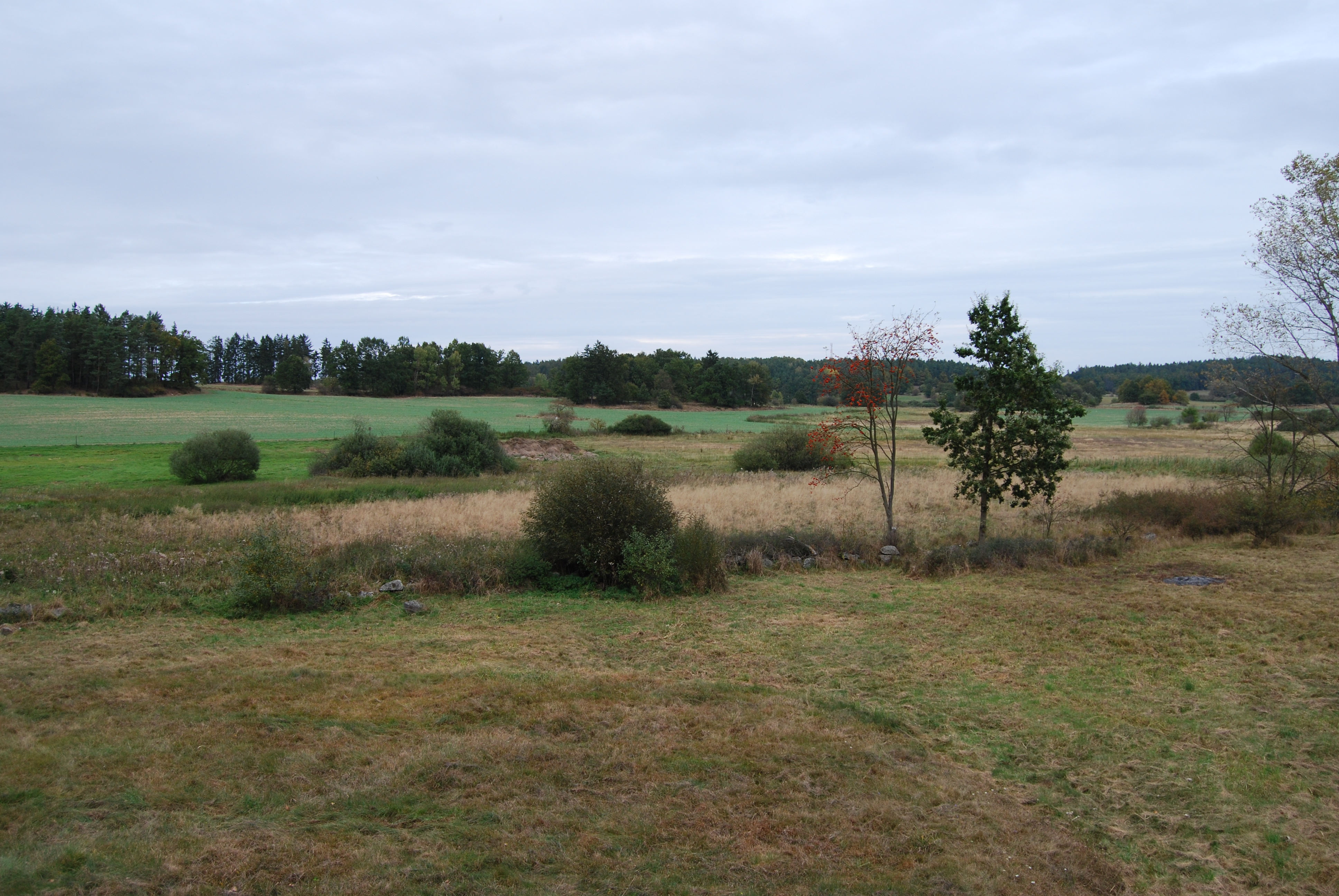